# 花輪和一
花輪 和一（はなわ かずいち、1947年4月17日 - ）は、日本の漫画家。北海道在住。
1970年からイラストレーターとして活躍し、『月刊漫画ガロ』1971年7月号掲載の『かんのむし』で漫画家としてデビュー。伊藤彦造ら大正モダニズムの影響の濃い画風が特徴。
初期にはエログロナンセンス的作風で猟奇的な物語を、活動中期以降は主に平安〜室町時代の日本を舞台にした怪奇かつファンタジー色が強く宗教的救済をテーマとした物語を、緻密で濃厚なタッチで描いている。ベースとなるテーマが人間の「業」である作品が多い。

## 人物
埼玉県大里郡寄居町出身。中学生になってから伊藤彦造などによる絵物語の挿絵に大きな影響を受け、絵を描くことへ没頭するようになる。かねてから義父との折り合いが悪いこともあり中学校を卒業後に上京、工場に務めながら雑誌の挿絵を描いていた。やがて「ガロ」に掲載されたつげ義春の『ねじ式』に刺激を受けて漫画を投稿し入選。当時は自ずと湧き出る憎悪を漫画にぶつけていたという。丸尾末広と並ぶ「耽美系」「猟奇系」作家と称されるようになる。
デビューから数年後に休筆したが、ある新雑誌の創刊で依頼が来たのをきっかけに、中世の日本を舞台にした怪奇ファンタジーを描くようになり、次々と傑作を世に送り出す。
しかし1994年12月11日、銃好きやメカ好きが高じて改造モデルガンや故障した拳銃を修理した物、ライフル銃と実弾116発を所持していたことについて銃刀法違反容疑で北海道警察と警視庁に逮捕され、豊平警察署に連行された。当時東京に住んでいたガンマニアの友人から逮捕前に拳銃を処分するように頼まれていたものの、どうしても処分する事が出来ず自宅に保管していた。そしてその友人が逮捕された事がきっかけとなり、花輪自身も早朝に自宅に踏み込まれて芋づる式に逮捕されたと言う。
同年12月31日釈放。在宅起訴となり、1995年3月の裁判で銃砲刀剣類不法所持と火薬類取締法違反で懲役3年（求刑5年）の実刑判決を受け、同年10月11日より札幌刑務所と函館少年刑務所で服役する。裁判では漫画評論家の呉智英などが証人として「いかに花輪が重要な漫画家なのか」をアピールしたが、初犯では異例の「執行猶予なしの実刑」という皮肉な結果となった。呉智英は、当時ソ連崩壊に伴い北海道沿岸でロシア人による銃器密売が問題になっていたことを挙げ、その「見せしめとして」このような結論が出されたと推察している。なお花輪のロシアからの密輸計画は、実際には資金問題で中止していた。判決を不服として弁護側は控訴したが、棄却され、もともと控訴を望まなかった花輪自身がこの決定を素直に受け入れた。この頃花輪は月刊アフタヌーン紙上において『天水』の連載中であったが、受刑のため休載し、再び休筆に入った。『天水』はのちに描き下ろしの最終回を含めた完全版として単行本が刊行された。
1997年9月4日に仮釈放。出所後は刑務所での経験を克明に描いた異色の獄中記漫画『刑務所の中』を発表、獄中で書き溜めたイラストメモや獄中日記、花輪自身の記憶力を素に描かれたマンガは知られざる刑務所の内面を面白おかしくかつ克明に記した事で人気を博し、映画化もされ大ヒット作となった。同作品は第5回手塚治虫文化賞の最有力候補となったが、「マイナー漫画家を自負する自分としてはいかなる賞も貰う資格が無い」という信条を明らかにしつつ、「自分は手塚治虫から影響を受けていない」として受賞を拒否している。また平成15年、受刑体験者として安部譲二とともに法務省に招聘され、刑務所行政を審議する行刑改革会議で行刑の実情について意見を述べた。
陰惨な描写が多い作風だが、時折突拍子もないギャグを織り交ぜたり、シュールな4コマ漫画を描いたりすることもある。70年代末には『ビバ！鞍馬天狗』『金星パパさん』などのナンセンスギャグ短編を連発していたこともあり、宇田川岳夫に「何度読んでも笑えない」「猟奇マンガ家のアナザーサイド」と、謎の時期として言及されている。
小林源文の漫画『街道上の怪物』には「花輪和一氏に描いてもらった」と欄外に書かれたコマが2コマだけある。花輪本人は出来栄えが気に入らなかったらしく「やめとけば良かった」とも記している。
好物はトマト。趣味はモデルガンの収集。若い頃からサバイバルゲームやミリタリーキャンプに参加するほどのガンマニアである。ただし銃の趣味に関しては単行本のインタビューで阿部幸弘から尋ねられたときは「いやぁ〜もう（刑務所には）行きたくないですからね」と語っている。
『ちびまる子ちゃん』の登場人物「花輪和彦」は、花輪からとられたという。

## 著作単行本
- 花輪和一作品集（青林堂 1977年）函入り 特装本 別紙挿絵二葉貼付 サイン入り 800部限定
- ゲラダヒヒの紋章（草山万兎作、挿絵担当。福音館書店 1978年）
- 月ノ光（青林堂 1980年）函入り 特装本
  - 月ノ光（青林堂 1996年）
  - 月ノ光（新装版・青林工藝舎 2013年）
- 新今昔物語 鵺（双葉社 1982年）
- 赤ヒ夜（青林堂 1985年） 
  - 赤ヒ夜 改訂版（青林工藝舎 2013年）
- 護法童子（双葉社1985〜1986年）全2巻
  - 護法童子（ぶんか社 2009年）全1巻
- 朱雀門（日本文芸社 1986年）
  - 朱雀門（軽装版・青林工藝舎 1998年）
- 浮草鏡（双葉社 1987年）
- 江戸昭和競作無惨絵 英名二十八衆句（リブロポート、月岡芳年・丸尾末広共作 1988年）ISBN 978-4845703128
  - 無惨絵 新英名二十八衆句（エンターブレイン 2012年）
- 猫谷（青林堂 1989年）
  - 改訂版 猫谷（青林工藝舎 2007年）
- 御伽草子（双葉社 1991年）
- 劇画草紙潔浄魂 限定五十部（虹書房）
- コロポックル（講談社 1990年）
  - コロポックル完全版（講談社 2004年）
- 天水（講談社 1994年）
  - 天水 上下巻（講談社 2003年）
  - 天水 完全版（講談社漫画文庫 2009年）
- 水精（ペヨトル工房 1994年）
  - 水精（ぶんか社 2006年）
- 刑務所の中（青林工藝舎 2000年）
  - 刑務所の中（講談社漫画文庫 2006年）
- 刑務所の前（小学館 2002年〜2007年）全3巻
- ニッポン昔話（小学館 2000年）※限定5000部
  - ニッポン昔話上巻・下巻（小学館 2009年）
- 不成仏霊童女（ぶんか社 2004年）
- 不成仏霊童女 続（ぶんか社 2007年）
- 花輪和一初期作品集（青林工藝舎 2007年）
- みずほ草紙（小学館 2007 - 2017年）全4巻
- 風童 ーかぜわらしー（小学館 2013年）
- 呪詛（角川書店 2014年）
  - 呪詛 封印版（KADOKAWA 2022年[11]）
- 風水ペット（小学館 2018年-2022年）既刊4巻
- 呪詛 封印版 (KADOKAWA 怪と幽COMICS、2022年）